# Gabriel Lind
Gabriel Larsson Lind, född 1721, död 24 januari 1798 i Björneborg, Finland. Han var en svensk klockare, organist och orgelbyggare i Vaxholm. Han arbetade som klockare och organist mellan 1752 och 1774 i Vaxholms församling.

## Biografi
Lind var sjöman mellan 1745 och 1746. Lind gifte sig 1745 med Cajsa Israelsdotter och flyttade till hennes föräldrahem Sundtorpet i Österåkers socken, Uppland. Lind blev 1747 organist och klockare i Vaxholms församling och familjen flyttade till Kyrkokvarteret i Vaxholm. 1774 blev Lind organist i Björneborgs församling och familjen flyttade till Björneborg i Finland. Lind avled 24 januari 1798 i Björneborg, Finland.

### Familj
Lind gifte sig 10 mars 1745 i Österåker med Catharina Israelsdotter (född 1725). Hon var dotter till Israel Israelsson och Anna Mattsdotter i Österåker. De fick tillsammans barnen Johan (född 1746), Gabriel (född 1748), Anna Maja (född 1751), Carolus (född 1754), Catharina (1756–1756) Johanna (född 1759), Caisa Greta (född 1762), Gabriel (född 1764) och Stina Lisa (född 1766).

## Orgelverk
| År   | Ursprunglig kyrka | Stift   | Bild | Manualer | Pedal | Stämmor | Bevarad orgel/fasad | Övrigt                                              |
| ---- | ----------------- | ------- | ---- | -------- | ----- | ------- | ------------------- | --------------------------------------------------- |
| 1756 | Vaxholms kyrka    | Uppsala |      |          |       | 4       | Nej/Nej             | En ny orgel byggdes 1809 av Olof Schwan, Stockholm. |

### Reparationer
| År   | Ursprunglig kyrka | Stift   | Bild | Manualer | Pedal | Stämmor | Bevarad orgel/fasad | Övrigt |
| ---- | ----------------- | ------- | ---- | -------- | ----- | ------- | ------------------- | --- |
| 1763 | Närtuna kyrka     | Uppsala |      |          |       | 3       | Ja/Ja               | 1763 reparerades orgeln av Gabriel Lind. Orgeln var byggd för Mörby slottskapell. 1728 såldes orgeln till Närtuna kyrka. En ny orgel byggdes 1818 i Närtuna kyrka av Pehr Strand, Stockholm. 1819 sattes orgeln från Mörby slottskapell upp i Haga kyrka av Johan Eric Westrell, Närtuna. Orgeln magasinerades före 1971 i kyrkan och är bevarad. Verket hade från början ett valsverk som styrdes med en vev och man kunde då spela vissa psalmer. |

### Fotnoter
1. ↑  Österåker (AB) AI:2 (1744–1753) Sida: 168, Bild: 115
2. ↑  Vaxholm (AB) AI:1 (1748-1757) Sida: 62
3. ↑  Vaxholm (AB) AI:2 (1758-1765) Sida: 91
4. ↑  Vaxholm (AB) AI:3 (1765-1772) Bild: 126
5. ↑  Vaxholm (AB) AI:4 (1773-1779) Sida: 163
6. ↑  http://hiski.genealogia.fi/hiski/eo94zr
7. ↑  Österåker (AB) C:2 (1709–1730) Sida: 33, 167
8. ↑  Österåker (AB) C:3 (1731–1748) Bild: 122 Sida: 118
9. ↑  Vaxholm (AB) CI:2 (1736–1779) Sida: 70, 76, 83, 91, 98
10. ↑  Abrahamsson Hülpers, Abraham (1773) (på Svenska). Historisk Afhandling om Musik och Instrumenter särdeles om Orgwerks Inrättningen i Allmänhet jemte Kort Beskrifning öfwer Orgwerken i Swerige. Västerås: Johan Laurentius Horrn. sid. 192, 253. Libris 2413220
11. ↑  Dag Edholm, red (1990). Inventarium över svenska orglar: 1989:III, Strängnäs stift; Stockholms stift. Tostared: Förlag Svenska orglar. Libris 4108784
12. ↑  Jan Håkan Åberg, red (1990). Inventarium över svenska orglar: 1990:II, Uppsala stift. Svenska kyrkan i utlandet. Tostared: Förlag Svenska orglar. Libris 4108784